# Terremotos de Lancang-Gengma
Os terremotos de Lancang-Gengma de 1988 (chinês simplificado: 澜沧江-耿马地震; chinês tradicional: 瀾滄江-耿馬地震; pinyin: Láncāngjiāng-gěng mǎ dìzhèn), também conhecido como os terremotos 11,6 pela mídia chinesa, foram um par de eventos sísmicos devastadores que atingiram os condados de Lancang e Gengma, Yunnan, perto da fronteira com o Estado de Shan, na Birmânia. O terremoto mediu magnitude de momento (Mw) 7,0 e foi seguido 13 minutos depois por um choque de 6,9 Mw. A esses terremotos foi atribuída uma intensidade sísmica máxima de IX e X, respectivamente. Entre 748 e 939 pessoas morreram; mais de 7 700 ficaram feridos. Ambos os terremotos resultaram em US$ 270 milhões (em dólares de 1988) em danos e perdas econômicas. Tremores secundários moderadamente grandes continuaram a abalar a região, causando mais vítimas e danos.